# Parachargement
Le parachargement (ou sideloading, de para- : « à côté ») décrit le processus de transfert de fichiers entre deux appareils locaux, en particulier entre un ordinateur personnel et un appareil mobile tel qu'un téléphone mobile, un smartphone, une tablette ou une liseuse.

## Description
Le parachargement fait aussi bien référence au transfert de fichiers multimédias vers un appareil mobile via USB, Bluetooth, Wi-Fi ou en écrivant sur une carte mémoire à insérer dans l'appareil mobile, mais s'applique également au transfert d'applications à partir de sources Web non approuvées par le fournisseur. Lorsqu'il s'agit d'applications Android, le parachargement signifie généralement l'installation d'un package d'application au format AAB ou APK sur un appareil Android. Ces packages sont généralement téléchargés à partir de sites Web autres que la boutique d'applications officielle Google Play. Pour les utilisateurs d'Android, le téléchargement d'applications n'est possible que si l'utilisateur a autorisé les « sources inconnues » dans ses paramètres de sécurité. La méthode est pleinement supportée par Google.
Lorsqu'il s'agit d'applications iOS, le parachargement signifie l'installation d'une application sur un appareil Apple, généralement via l'utilisation d'un programme informatique tel que Cydia Impactor, Xcode, sur l'appareil réel à l'aide d'une méthode de jailbreak ou à l'aide d'un service de signature au lieu de passer par l'App Store d'Apple. Sur les versions modernes d'iOS, les sources des applications doivent être approuvées à la fois par Apple et par l'utilisateur dans la « gestion des profils et des appareils » dans les paramètres, bien sûr sauf si l'appareil a subi un jailbreak. Le parachargement n'est pas autorisé par Apple, sauf pour les tests internes et le développement d'applications utilisant les SDK officiels, mais le DMA (Digital Market Act) adopté par l'Union européenne pourrait pousser Apple, contre sa volonté, à l'autoriser.

## Historique
Le terme anglais sideloading a été inventé à la fin des années 1990 par le service de stockage en ligne i-drive comme moyen alternatif de transfert et de stockage de fichiers informatiques virtuellement plutôt que physiquement. En 2000, i-drive demandé une marque déposée sur le terme. Plutôt que de lancer un « téléchargement » de fichier traditionnel à partir d'un site web ou d'un site FTP vers son ordinateur, un utilisateur pourrait effectuer un parachargement et faire transférer le fichier directement dans sa zone de stockage personnelle sur le service. L'utilisation de cette fonctionnalité a commencé à décliner à mesure que les nouveaux disques durs devenaient moins chers et plus gros chaque année.
L'avènement des lecteurs MP3 portables à la fin des années 1990 a apporté le parachargement au grand public. Les utilisateurs téléchargeaient le contenu sur leur PC et le chargeaient sur leurs lecteurs. Aujourd'hui, le parachargement de fichiers est répandu et pratiquement tous les appareils mobiles sont capables de l'effectuer d'une ou de plusieurs manières.

## Avantages
Le parachargement présente plusieurs avantages par rapport à d'autres moyens de diffuser du contenu sur des appareils mobiles :
- Il n'y a pas de frais de données sans fil. La livraison par parachargement n'implique pas d'opérateur sans fil.
- Le contenu peut être optimisé pour chaque appareil mobile. Comme il n'y a pas de restrictions de réseau mobile, le contenu peut être adapté à chaque appareil. Ceci est plus important pour la lecture vidéo, où le plus petit dénominateur commun est souvent un facteur limitant sur les réseaux sans fil.
- Il n'y a pas de limites géographiques à la livraison de contenu pour le parachargement, comme cela est implicite dans la couverture limitée des réseaux sans fil.
- Il n'y a aucune restriction sur le contenu pouvant être téléchargé. Les utilisateurs peuvent télécharger des vidéos, des livres électroniques ou des logiciels restreints ou interdits dans leur pays ou par leur fabricant de téléphones, y compris du matériel exprimant des opinions impopulaires ou illégales et de la pornographie.
- Le contenu n'est pas diffusé en continu et peut être stocké en permanence sur l'appareil mobile. Il peut être écouté ou regardé à la convenance de l'utilisateur. Certains fichiers protégés par DRM nécessitent tout de même une connexion réseau.
- Le parachargement est un excellent mécanisme pour le marketing de proximité.
- Le contenu qui est supprimé d'une boutique en ligne, par exemple, pour des violations de droit d'auteur ou de licence prétendument découvertes, peut toujours être chargé sur un appareil mobile.

## Inconvénients
Le parachargement présente également des inconvénients :
- Le streaming multimédia est parfois préféré au téléchargement en raison du stockage limité. Les fournisseurs de contenu limitent le contenu disponible au parachargement à l'aide de DRM en raison de leur perte de contrôle sur celui-ci.
- Il existe d'énormes variations dans les capacités de performances des appareils mobiles qui peuvent utiliser le parachargement, des simples téléphones mobiles avec une lecture vidéo limitée aux lecteurs multimédias portables haut de gamme. À moins que le fichier audio/vidéo ne soit dans un format compatible avec l'appareil cible, la lecture n'est pas possible. Néanmoins, VLC, disponible sur de nombreuses plateforme, reste une boîte à outils très utile pour lire de nombreux formats de vidéo.
- Certains opérateurs de téléphonie mobile (notamment Verizon Wireless) exigent que les fabricants de smartphones limitent les capacités de parachargement des appareils sur leurs réseaux sous forme de verrouillage du fournisseur. Cela entraîne généralement la perte de l'USB et du Bluetooth en tant qu'options de parachargement (bien que le transfert de carte mémoire soit toujours disponible). Ces pratiques ne sont pas utilisées par les opérateurs français.

## Méthodes

### USB
Le parachargement de fichiers multimédia via une connexion USB a été normalisé par l'Open Mobile Terminal Platform à la fin de 2007. Jusqu'à cette époque, les fabricants de téléphones mobiles adoptaient des solutions de transfert USB propriétaires nécessitant l'utilisation de câbles et de logiciels tiers fournis mais souvent compatible uniquement avec les PC. Une fois connecté, l'appareil apparaît dans la fenêtre du gestionnaire de fichiers de l'ordinateur en tant que lecteur multimédia ou disque dur externe. Les fichiers et les dossiers de l'appareil peuvent être copiés entre l'ordinateur et l'appareil comme sur une clé USB standard.
Les performances de transfert du parachargement USB varient considérablement, en fonction de la version USB prise en charge. La première génération d'USB proposait des débits de l'ordre du mbits/s, la génération suivante, l'USB 2, de l'ordre de 500 mbits/s et l'USB 3 permet des débits de l'ordre de 10 gbits/s. La forme de la prise ne permet pas à coup sûr de connaître le débit ; certains iPads d'entrée de gamme Apple, bien que disposant d'une prise USB-C, ne prennent en charge que l'USB 2.

### Bluetooth
Les profils OBEX / OPP de Bluetooth permettent le transfert de fichiers entre un PC et un appareil mobile. L'utilisation de cette option est légèrement plus compliquée que l'utilisation d'une connexion USB car les deux appareils doivent d'abord être couplés. De plus, contrairement au glisser-déposer familier qui est généralement disponible via USB, l'implémentation Bluetooth est spécifique à l'émetteur-récepteur Bluetooth et aux pilotes utilisés. Les fichiers chargés sur des appareils mobiles via Bluetooth sont souvent reçus sous forme de messages, de la même manière que les SMS seraient reçus. Bien que ces fichiers puissent être enregistrés sur n'importe quel support de stockage, leur emplacement initial est la mémoire interne du combiné. En tant que telles, les limitations de la mémoire interne doivent être prises en compte avant de commencer le parachargement.

### Carte mémoire
Le parachargement via une carte mémoire nécessite que l'appareil ait un lecteur de carte mémoire, ce qui tend à disparaître sur les smartphones haut-de-gamme. Les fichiers audio et vidéo peuvent être écrits directement sur la carte mémoire depuis l'ordinateur. Le téléphone aura ainsi accès aux fichiers une fois la carte insérée. C'est potentiellement le moyen le plus rapide de charger plusieurs fichiers à la fois.